# La espada del tiempo
| Época en que se desarrolla = Época actual (moderna) siglo XXI
La espada del tiempo es la primera novela de la trilogía Magnus Chase y los dioses de Asgard, escrita por el autor americano Rick Riordan. Es una novela de fantasía basada en la mitología nórdica. Es narrada desde el punto de vista en primera persona de Magnus Chase, un semidiós de 16 años y huérfano sin hogar. Después de su muerte y llegada a la vida eterna nórdica, Magnus descubre que es el hijo de la deidad nórdica Frey, y debe detener al lobo Fenrir de escapar de su prisión y poner fin al mundo.

## Argumento
Después de la pérdida de su madre Natalie, cuya muerte fue causada por lobos y un incendio en su casa, Magnus Chase, de 16 años de edad, ha estado viviendo en las calles de Boston durante dos años, con la ayuda de sus amigos Blitz y Hearth. Una noche Blitz le advierte de gente que lo está buscando. Magnus descubre que eran su prima Annabeth Chase y su tío Frederick. Al oírlos discutir de su tío Randolph enviándolos a buscarlo, entra en la casa de Randolph para buscar respuestas, sólo para ser encontrado por el propio Randolph. Randolph afirma que el padre de Magnus era un dios nórdico, y lo lleva al puente Longfellow, donde Magnus es capaz de convocar la Espada del Verano (Sumarbrandr), la cual ha estado perdida durante siglos. El gigante de fuego Surt invade el puente para reclamarla, pero Magnus es capaz de derrotarlo, aunque muere en el proceso.
Magnus entra en el Hotel Valhalla (gobernado por el dios Odín), el más allá nórdico para los muertos honorables donde los einherjar entrenan en prepararse para el día del Ragnarök. Magnus conoce a su Valquiria, Samirah al-Abbas, una hija de Loki. Durante la fiesta de bienvenida las Nornas hablan de una profecía con respecto a Magnus y la causa de Ragnarök debido a la liberación del Lobo Fenris. Los thanes consideran a Magnus indigno de ser elegido, ya que la Valquiria Gunilla editó su vídeo de la pelea con Surt. Sam es desterrada de las Valquirias por elegir a Magnus. Magnus es definido como un hijo del dios Frey. Decidiendo que ya no podía quedarse en Valhalla, él, Blitz y Hearth (que en realidad eran un enano y un elfo) escapan del hotel para buscar la espada y evitar que Surt libere al Lobo Fenris.
Al entrar de nuevo en Boston, el trío hace una tregua temporal con Sam para encontrar la espada. El rey gigante, Utgard-Loki, les da la ubicación de la espada, y finalmente la canjean de la diosa del mar Ran. Después de recibir la espada, intentan viajar a Nidavellir (el mundo enano) para conseguir una cuerda nueva con la que volver a atar a Fenris, pero se desvían en Yggdrasil y acaban en Fólkvangr. Una vez allí su gobernadora, la diosa Freya, le pide a Magnus y a Blitz que le consigan unos pendientes enanos mientras están en Nidavellir. Al llegar a Nidavellir, son capaces de obtener tanto la cuerda como los pendientes, pero son perseguidos por enanos armados por hacer trampa en un concurso de construcción para la cuerda y los pendientes. Mientras escapan, Magnus descubre que la espada podía hablar, y le apoda "Jack".
Al verse obligados a saltar a un abismo, Magnus y sus amigos terminan en Jotunheim, el mundo de los gigantes. Después de salvar a Thor, ellos van en una búsqueda lateral de su martillo desaparecido, en la cual Hearth convoca a un caballo de ocho patas llamado Stanley (el hijo de Sleipnir) para transportarlos. Terminan encontrando el bastón de Thor, pero él lo acepta y los teletransporta a donde más necesitan estar.
Los cuatro llegan a la ubicación de Fenris, pero están en persecución cercana por Gunilla y sus Valquirias. Eventualmente cortaron la vieja cuerda de Fenris con la espada y la reemplazaron, con la nueva, pero en el proceso, Gunilla es asesinada por Surt. De vuelta al Valhalla, Odín nombra a Sam como su aprendiz para misiones peligrosas, a Hearthstone como su estudiante para runas mágicas, y Blitzen es libre para iniciar una nueva tienda de ropa. A Magnus se le ofrece otra oportunidad de vida, pero la rechaza. Magnus le cuenta a Annabeth la verdad de su vida, provocando un cruce. En el epílogo, se revela que Randolph está ligado a regañadientes con Loki.

### Profecía
La profecía dada a Magnus por las Nornas dice:
Injustamente elegido, injustamente asesinado,

Un héroe que el Valhalla no puede tener encerrado.

De aquí a nueve días el sol debe ir al este,

Antes de que la Espada del Verano libere a la bestia.

#### Significado
1. Al principio, se creía que significaba que Magnus no era digno de haber sido ascendido como un einherjar; más tarde, Odín revela que significa que Loki eligió al héroe equivocado para manipularlo y conseguir que empezara el Ragnarök.
2. Magnus logra salir del Valhalla para viajar alrededor de los Nueve Mundos para completar su misión.
3. Magnus debe llegar a la isla de Lyngvi en nueve días y aprender a sacar provecho de sus mejores cualidades como hijo de Frey, siendo el sol del verano.
4. Magnus debe impedir que la espada Sumarbrander libere al Lobo Fenrir como estaba predicho convirtiéndose en el sol del verano y comprendiendo a la espada o el Ragnarök comenzará.